# بشبرمق
البشبرمق طبقٌ من مطبخ آسيا الوسطى. يُعرف أيضًا باسم نارين في سنجان وأزبكستان وقرغيزستان وكزاخستان في قرقل باغستان، ودُغرامة في تركمانستان، وكولامة في بشكيرستان وتتارستان. وهو أحد الأطباق الوطنية الرئيسية في قزاقستان.
اسم البشبرمق، الذي يعني خمسة أصابع في اللغات التركية، يشير إلى الممارسة التقليدية لتناول الطبق باليدين. ويعتقد أن هذا الاسم قد ظهر في وقت لاحق، وخاصة بعد الملاحظات الثقافية الروسية للشعوب البدوية في آسيا الوسطى. في الأصل، أشار الكازاخستانيون إلى هذا الطبق باسم إت أو إت أسو ، بمعنى اللحم أو اللحم المسلوق، ما يعكس إعداده البسيط ودوره المركزي في النظام الغذائي للمجتمعات البدوية. عادة ما يطبخ البشبرمق من اللحم المسلوق المفروم جيدًا، ويخلط مع العجين (عادةً من البيض) والجيك أي صلصة البصل. وعادةً ما يقدم على أطباق مشتركة كبيرة، يتقاسمها عدة أشخاص ويُتبع أيضًا بمرق يُسمى أكسِركة  (شوربة ممزوج بالقمارص أو العيران )، ويُعتقد أنه يُساعد على تهدئة المعدة. يُمكن طهي البشبمرق الاحتفالي مع القازي والسجق.